# Alta tecnologia
L′Alta tecnologia o última tecnologia (en anglès High-technology o High-tech) és aquella tecnologia que es troba en el més avançat o nivell més alt de desenvolupament o, senzillament, la tecnologia més avançada disponible en el present.
Els productes considerats actualment d'alta tecnologia són sovint els que incorporen l'electrònica avançada d'informàtica, però també hi ha els biotecnològics o els de nous materials. El contrari d'alta tecnologia és tecnologia corrent, que fa referència a la tecnologia simple, sovint tradicional o mecànica; per exemple, una regla de càlcul és un dispositiu de càlcul de baixa tecnologia. Les Startups que treballen en altes tecnologies (o desenvolupen noves altes tecnologies) de vegades s'anomenen deep tech; el terme també pot referir-se a innovacions disruptives o aquelles basades en descobriments científics.
La tecnologia més avançada pot aportar molts avantatges, però també presenta riscos i desavantatges considerables, raó per la qual moltes vegades, en camps com l'exploració espacial o el militar, s'opta per la tecnologia certificada, més antiga però també més fiable, i a vegades molt més assequible i barata de mantenir.
En arquitectura també existeix un estil arquitectònic conegut com a High tech d'on prové el nom de l'avanç tecnològic. High-tech, en contraposició a high-touch, pot referir-se a experiències d'autoservei que no requereixen interacció humana.

## Denominació genèrica
No hi ha una classe de tècnica específica que s'anomeni Alta tecnologia, pel fet que el concepte canvia amb el pas del temps, per la qual cosa un producte fet publicitat com a "Alta tecnologia" en els anys 60, avui ben pogués ser considerat com a Baixa Tecnologia, és a dir seria considerat alguna cosa primitiva. La poca claredat que es té sobre la definició ha portat als departaments de màrqueting a descriure a tots els productes nous i més recents com a Alta tecnologia.
El contrari de l'alta tecnologia és la baixa tecnologia, en referència a la tecnologia simple, sovint tradicional o mecànica; per exemple, un àbac és un dispositiu de càlcul de baixa tecnologia.

## Camps on més s'utilitza el terme
En principi, qualsevol camp on s'utilitzin tecnologies pot utilitzar el terme, però sol ser més habitual en disciplines com:
- Domòtica: En arquitectura també hi ha un estil arquitectònic conegut com a High tech d'on prové el nom de l'avanç tecnològic.

- Informàtica: tant en la branca de programació, amb nous algoritmes, com en equips amb la incorporació de nous components.

- Telemàtica: amb l'ocupació de protocols més eficients o nous algoritmes de compressió.

- Robòtica: amb la inclusió d'algoritmes d'aprenentatge més avançats entre d'altres.[11]

- Indústria aeroespacial: tot i que moltes vegades és més un tòpic que una realitat pels problemes que poden crear les noves innovaciones.

- Biotecnologia.

- Militar.

## Economia
L'alta tecnologia té un paper fonamental en l'economia, ja que per als processos productius, en algunes ocasions, cal comptar amb l'última tecnologia perquè així la frontera de possibilitats de producció sempre estigui al seu màxim possible. Cal destacar que dins de la frontera són els punts "possibles" de producció, just a la frontera són els punts "màxims" de producció i fora de la frontera són punts impossibles donada la tecnologia actual. Aquí entra en un punt important la tecnologia, ja que depèn d'ella la quantitat que es pot produir. Per donar un exemple clar, cada any la producció de cotxes pot augmentar pel gran augment de la tecnologia, de la mateixa manera que la producció d'ampolles. Un canvi en la tecnologia el que produeix és un moviment de la corba de producció, si és per a l'esquerra la producció disminueix i si és per la dreta la producció augmenta, de manera que si tenim sempre la tecnologia d'avantguarda s'optarà per la producció màxima possible.
El sector d'alta tecnologia utilitza les darreres tecnologies i es considera propici per al creixement empresarial i el creixement econòmic. El seu ús de vegades pot donar lloc a inversions molt elevades, la qual cosa, però, va conduir a una sobrevaloració de les empreses tecnològiques individuals als mercats financers a la dècada de 1990 i més tard a una crisi arran de la bombolla de les puntcom. Les empreses de nova creació en el sector d'alta tecnologia sovint requereixen capital d'alt risc, cosa que pot generar grans guanys o pèrdues per als inversors, segons l'èxit del model de negoci i capitalització de mercat a les borses de valors. Els requisits de capital de la Nova Economia van donar lloc al Neuer Markt en 1997, que es va tancar com a segment borsari el juny de 2003 després de nombroses insolvències.
El desenvolupament d'innovacions en el camp de la tecnologia punta planteja noves exigències a la gestió de la innovació. Les empreses joves en aquesta branca normalment només tenen recursos escassos, típicament en fons líquids, estan sota pressió de temps i èxit i estan equipats amb coneixements molt especialitzats. Per tant, els enfocaments d'usuaris líders i els mètodes d'innovació oberta, especialment en aquesta àrea, són cada cop més importants per garantir l'èxit de la innovació.
Els costos d'investigació i desenvolupament ascendeixen almenys al 8,5% dels ingressos per vendes per a tecnologies punteres i del 3,5% al 8,5% per a tecnologies d'alta qualitat. A causa d'aquests alts costos de desenvolupament , la tasca principal és identificar tendències prometedores i portar productes al mercat ràpidament. Qualsevol que utilitzi tecnologia de punta comercialment és un líder tecnològic.

## Problemes de la tecnologia punta
Un problema de la tecnologia punt és la poca experiència que s'hi té. En moltes ocasions, utilitzar aquesta opció pot comportar problemes en la producció, retards en el desenvolupament, increments en els costos, aparició d'inconvenients inesperats. Per aquesta raó, moltes empreses i institucions prefereixen estar en segona línia tecnològica, però disposar d'equips que n'han demostrat la fiabilitat o el cost.

## Exemple d'alguns camps actuals
Al començament del segle xxi L'alta tecnologia està transformant nombrosos camps, impulsant la innovació i canviant la manera com l'ésser humà viu i treballa. A continuació es presenten alguns exemples de sectors importants que utilitzen i desenvolupen dispositius i solucions d'alta tecnologia, juntament amb les innovacions clau que estan perseguint avui dia.
Aquests cinc camps –salut, tecnologies de la informació, automotriu, manufactura i agricultura– no només estan utilitzant alta tecnologia, sinó que també modelen el futur a través d'una innovació contínua. A mesura que aquests sectors evolucionen, continuaran millorant l'eficiència, la qualitat de vida i abordant alguns dels desafiaments més urgents que enfronta la societat avui dia.

### Salut
El sector de la salut està a l'avantguarda de l'alta tecnologia, especialment amb la integració de la intel·ligència artificial (IA), la telemedicina i els dispositius de salut portàtils. La IA es fa servir per analitzar grans volums de dades mèdiques, ajudant en el diagnòstic i en plans de tractament personalitzats. Innovacions com els sistemes de monitoratge remot de pacients permeten als proveïdors de salut rastrejar els signes vitals dels pacients en temps real, millorant la gestió de malalties cròniques. A més, el desenvolupament de dispositius portàtils, com rellotges intel·ligents i rastrejadors d'activitat, ha apoderat les persones perquè es facin càrrec de la seva salut en proporcionar informació sobre els seus nivells d'activitat, ritme cardíac i patrons de son.

### Tecnologies de la Informació
El sector de tecnologies de la informació està en constant evolució, amb avenços en computació al núvol, ciberseguretat i computació quàntica ocupant un lloc central. La tecnologia al núvol ha revolucionat l'emmagatzematge i l'accés a dades, cosa que permet a les empreses operar amb més flexibilitat i eficiència. Mentrestant, la creixent prevalença d'amenaces cibernètiques ha impulsat un augment en les innovacions destinades a millorar les mesures de ciberseguretat. Les empreses estan explorant el potencial de la computació quàntica per resoldre problemes complexos molt més ràpid que el que els ordinadors tradicionals poden. Aquest salt en la potència de processament podria revolucionar camps com la criptografia i l'anàlisi de dades, portant a descobriments que abans es consideraven impossibles.

### Indústria Automotriu
La indústria automotriu està experimentant una transformació significativa impulsada per innovacions d'alta tecnologia com els vehicles elèctrics (VE), la tecnologia de conducció autònoma i els sistemes de vehicles connectats. Els vehicles elèctrics s'estan convertint en una mica més comú, amb importants fabricants d'automòbils invertint fortament en tecnologia de bateries i infraestructura per donar suport a l'adopció de VEs. A més, els avenços en sistemes de conducció autònoma, impulsats per IA i aprenentatge automàtic, estan aplanant el camí per als automòbils autodirigits. Aquests vehicles prometen millorar la seguretat i l'eficiència a les carreteres, alhora que redueixen la congestió del trànsit. La tecnologia de vehicles connectats també està millorant l'experiència de conducció en integrar característiques com ara navegació en temps real, sistemes d'infotainment i comunicació entre vehicles.

### Manufactura
L'alta tecnologia està revolucionant el sector de la manufactura a través de l'adopció de l'automatització, la robòtica i l'Internet de les Coses (IoT). Les fàbriques intel·ligents sorgeixen com a resultat d'aquests avenços, utilitzant dispositius connectats per optimitzar els processos de producció i millorar l'eficiència. Innovacions com la impressió 3D estan permetent la creació ràpida de prototips i la producció personalitzada, reduint deixalles i temps. A més, la implementació de manteniment predictiu, impulsat per sensors IoT, permet als fabricants anticipar errors als equips abans que passin, minimitzant el temps d'inactivitat i els costos de manteniment.

### Agricultura
L'agricultura està experimentant una transformació radical gràcies a la integració d'alta tecnologia. Aquest sector, fonamental per a l'alimentació global, adopta diverses innovacions que permeten optimitzar la producció, reduir el malbaratament i millorar la sostenibilitat. A continuació, es detallen algunes de les principals tecnologies i exemples concrets de la seva aplicació a l'agricultura.
- L'agricultura de precisió, es basa en l'ús de dades i tecnologia per maximitzar els rendiments dels cultius mentre es minimitzen els insums. Això implica la recol·lecció de dades en temps real sobre el sòl, el clima i la salut de les plantes. Empreses com CropX[17] utilitzen sensors d'humitat del terra que s'instal·len als camps. Aquests sensors recopilen dades sobre les condicions del terra i envien informació als agricultors a través d'una aplicació. Amb aquesta informació, els agricultors poden ajustar els seus sistemes de reg de manera més eficient, cosa que no només estalvia aigua, sinó que també optimitza el creixement dels cultius.

- Drons i Teledetecció, els drons són eines revolucionàries en l'agricultura moderna. Equipats amb càmeres multiespectrals, poden realitzar un monitoratge aeri dels cultius, detectant problemes que poden no ser visibles a simple vista. Per exemple, l'empresa PrecisionHawk[18] ha desenvolupat drons que permeten als agricultors analitzar la salut dels cultius a través d'imatges infraroges. En identificar àrees amb estrès hídric o plagues, els agricultors poden dirigir els seus esforços de manera més efectiva, aplicant pesticides o nutrients només on són necessaris. Això no només redueix l'ús de productes químics, sinó que també millora la rendibilitat.

- La biotecnologia està revolucionant la manera com es cultiven els aliments. La modificació genètica i tecnologies com CRISPR permeten desenvolupar cultius que són més resistents a malalties, plagues i condicions climàtiques adverses. Per exemple, el desenvolupament de varietats d'arròs resistents a sequera, com l'aRice, permet als agricultors en regions propenses a l'escassetat d'aigua cultivar arròs amb un consum hídric menor. Aquestes varietats no només augmenten la seguretat alimentària en zones vulnerables, sinó que també ajuden els agricultors a adaptar-se al canvi climàtic.[19]

- L'Internet de les Coses (IoT) a l'agricultura connecta dispositius i sensors que permeten un monitoratge constant i un control automatitzat de diversos factors en el procés de cultiu. Per exemple Smart Agriculture utilitza dispositius IoT per monitorar la temperatura, humitat i condicions del sòl en temps real.[20] Aquests dispositius estan connectats a una plataforma que analitza les dades i proporciona recomanacions als pagesos. Per exemple, si el sistema detecta que la humitat del terra és baixa, pot activar automàticament un sistema de reg.[21]

- La intel·ligència artificial (IA) i l'Anàlisi de Dades són utilitzades per processar i analitzar grans volums de dades agrícoles, la qual cosa permet als agricultors prendre decisions informades basades en patrons i tendències.[22] Per exemple, l'empresa Agribotix ofereix un servei que utilitza IA per analitzar imatges obtingudes per drons. Aquesta tecnologia pot identificar àrees de creixement deficient i predir rendiments, cosa que permet als agricultors planificar millor la collita i les activitats de sembra.